# Lynda Benglis

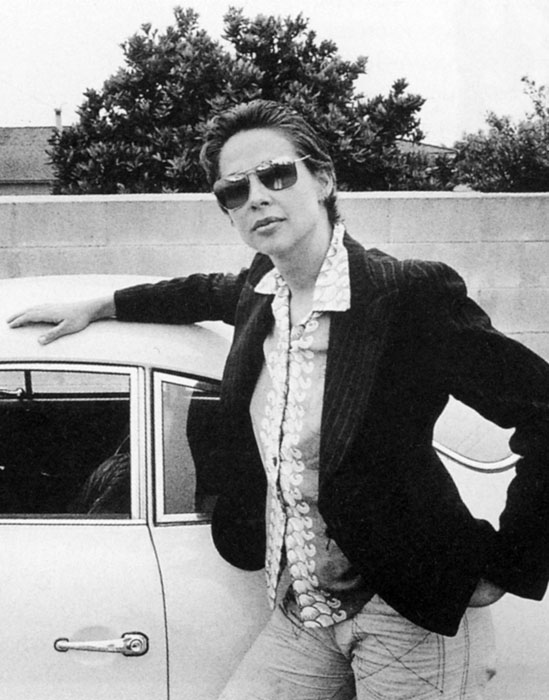
Lynda Benglis, 1974

Lynda Benglis (* 25. Oktober 1941 in Lake Charles, Louisiana, USA) ist eine US-amerikanische Künstlerin, die für ihre Skulpturen, Aquarelle, Grafiken, Fotografien und Installationen bekannt wurde.

## Leben und Werk
Benglis studierte Malerei, Keramik und Philosophie am Newcomb College in New Orleans und schloss dort 1964 mit dem Bachelor of Fine Arts ab. Anschließend zog sie nach New York und studierte dort Malerei an der Brooklyn Museum Art School. Sie lebt in New York City, East Hampton (New York) und Santa Fe.
Bevorzugt nutzt Benglis Materialien wie Latex, Blattgold, Zink, Aluminium und Glitzer, die sie, häufig in Form von Knoten, Fächern oder zerfließender Masse, zu seriellen abstrakten Skulpturen verarbeitet. Dabei spielt sie mit unterschiedlichen Aggregatzuständen, indem sie Weiches hart, Hartes weich und Bewegungen wie eingefroren erscheinen lässt, und entwickelt so ihre eigene Form des Abstrakten Expressionismus.

## Ausstellungen (Auswahl)
- 2016: Benglis and the Baroque, Thomas Brambilla gallery, Bergamo, Italy.
- 2016: Lynda Benglis: Cuerpos, Materia y Alma, Museo International del Barroco, Puebla, Mexico.
- 2016: Lynda Benglis: Primary Structures (Paula's Props), PRAXIS at Bergen Assembly 2016 , KODE Art Museums of Bergen, Bergen Assembly, Bergen, Norway
- 2016: Lynda Benglis, Aspen Art Museum, Aspen, Colorado.
- 2015: Solo Show, Walker Art Center, Minnesota.
- 2015: Lynda Benglis: Water Sources, Storm King Art Center, New Windsor, New York.
- 2015: Lynda Benglis, Hepworth Wakefield, 6 Feb - 1 July 2015, Wakefield, West Yorkshire, UK.
- 2014: Lynda Benglis, Cheim & Read, New York.
- 2014: Lynda Benglis: Planar Device, Thomas Dane, London, England.
- 2011: 1973-1974, Lynda Benglis/Robert Morris, gallery mfc-michèle didier, Paris.
- 2011: Lynda Benglis Museum of Contemporary Art, Los Angeles
- 2010: Lynda Benglis, Le Consortium, Dijon, France.
- 2009: Whitney Museum of American Art, New York City
- 2009: Lynda Benglis, Van Abbemuseum, Eindhoven; traveled to the Irish Museum of Modern Art, Dublin; Museum le Consortium, Dijon, France; Museum of Art, Rhode Island School of Design, Providence; New Museum, New York; The Museum of Contemporary Art, Los Angeles, California; Lynda Benglis, New Work, Cheim & Read, New York.
- 2007: WACK! Art and the Feminist Revolution Museum of Contemporary Art, Los Angeles, March 4-July 16, 2007.
- 1997: Portland Art Museum, Oregon
- 1993: Smithsonian American Art Museum, Washington D.C.
- Detroit Institute of Arts, Michigan
- Block Museum of Art at Northwestern University, Illinois
- Modern Art Museum of Fort Worth, Texas

## Verschiedenes
1974 sorgte die Novemberausgabe der Kunstzeitung Artforum für einen Skandal, als es eine von der Künstlerin geschaltete Werbeanzeige abdruckte, in der die Künstlerin nackt, sich einen übergroßen Dildo anhaltend, veröffentlichte. Dieses Bild, ursprünglich nur als eine unabhängige Arbeit der Künstlerin geplant, sollte, nachdem sie von einer Veröffentlichung eines Artikels von Pincus-Witten erfuhr, auf Wunsch der Künstlerin vor dem entsprechenden Beitrag abgedruckt werden. Als der Verlag dieses ablehnte, kaufte die Künstlerin für eine Summe von 3000 Dollar eine doppelseitige Anzeige und platzierte sie vor dem entsprechenden Aufsatz.
2011 wurde Lynda Benglis zum Mitglied (N.A.) der National Academy, New York gewählt. Seit 2012 ist sie Mitglied der American Academy of Arts and Letters.
Am 21. Juli 2012 wurde sie mit dem Erich-Hauser-Preis der Kunststiftung Erich Hauser ausgezeichnet. Die Preisverleihung und Ausstellungseröffnung mit dem Titel FLOW AND MARKS war am 21. Juli und konnte noch bis zum 26. August in der Werkstatthalle der Kunststiftung Erich Hauser in Rottweil besucht werden.